# ウォルフスバーグ・グループ
ウォルフスバーグ・グループは、金融犯罪リスク管理のためのフレームワークとガイダンスを開発することを目的とした、世界の12の銀行からなる団体である。1999年に銀行が集まり、ウォルフスバーグ・プリンシプル（Wolfsberg Principles）という名称のもと、 ベストプラクティス 基準を採択したことから始まった。 2021年9月22日、スイス法に基づき「ウォルフスバーグ・グループ」という名称でバーゼルに協会が設立された。チャタムハウス・ルール の下で運営されている。
目標は、資金洗浄防止（AML）、Know Your Customer（KYC）、 テロ資金対策（CFT）方針に関する民間部門の基準を策定すること。 ウォルフスバーグ・グループは、AML活動に加え、集合行為問題 、汚職防止の分野でも活動している。
マネーロンダリングに関する金融活動作業部会 （FATF）は政府レベルの取り組みで、ウォルフス・バーグは民間の銀行レベルでの取り組みとなる。

## 沿革
1999年、 アメリカ上院調査常設小委員会（PSI）は、シティグループの最高経営責任者（CEO）、 ジョン・リード を公聴会に呼び、同委員会の委員長である上院議員カール・レヴィン がシティバンクのプライベート・バンクにおける顧客の「悪党集団」と呼んだことについて証言させた。リードは、プライベート・バンクの新しい責任者である シャウカット・アジズ （後にパキスタン首相に就任）に、疑惑を解決し、将来このようなことが起こらないようにするための行動をとるよう求めた。アジズは、 トランスペアレンシー・インターナショナル（TI、本部：ワシントンDC）の取締役会副会長であったフランク・ヴォーグルに電話をかけ、共同イニシアチブについて話し合った。 二人は会談し、アジズは、シティではなくトランスペアレンシー・インターナショナルが他の大手銀行をシティに招き、大手銀行が顧客に関する基準を完全に実施するための自主的な理解を得るための取り組みを模索する方がより信頼性が高いと説明した。その後、ニューヨークのシティでアジズとヴォーグルの共同主催による夕食会が開催され、ニューヨークの大手銀行代表のほか、当時のTI会長ピーター・アイゲン、TI-USA理事長フリッツ・ハイマンらが出席した。 この会議では、アジズとスイスのUBSのハンス＝ピーター・バウアー最高リスク責任者（当時）が中心となって議論が始まった。
エルマツィゲン（スイス）近郊のシュロス・ウォルフスバーグにあるUBSの研修センターで会議が開かれ、同会場がグループの名称となった。各銀行の代表者とトランスペアレンシー・インターナショナルのシニア・エグゼクティブであるジャーミン・ブルックスによって作業が進められ、プライベート・バンキングのためのウォルフスバーグAML原則が初めて策定された。 
当初は8行が参加し、米国とスイスを除くほとんどの国が最大のプライベート・バンクによって代表されていた。 その後、「米国の大手投資銀行、日本の大手銀行、スペインの銀行」が加わり、当初の11行になった。
2000年当時、ウォルフスバーグ・グループは以下の11の世界的銀行による非公式な連合体であった：バンコ・サンタンデール , MUFG ,バークレイズ ,シティグループ ,クレディ・スイス ,ドイツ銀行 ,ゴールドマン・サックス ,HSBC ,JPモルガン・チェース、UBS。 
2001年の9.11同時多発テロ の後、グループはその焦点をテロ資金対策基準に変更した。2021年9月22日、それまで緩やかに連携していた銀行グループは、スイス法に基づき、スイスのバーゼルを本拠地とする「ウォルフスバーグ・グループ」という名称の団体を設立した。
2022年5月、 ロシアのウクライナ侵攻に関連して、グループは、金融犯罪リスクを評価するために、銀行が銀行顧客のネガティブなニュース記事をスクリーニングすることを提案した。 ダウ・ジョーンズは、インターネット上で特定されたネガティブなニュースメディアソースの信頼性を評価する際に、 フィードリーダー を利用することの重要性に言及していないとして、この文書を批判した。

## 現在のメンバー
2015年6月、ウォルフスバーグ・グループは、 スタンダードチャータード銀行とバンク・オブ・アメリカがグループに加わったことにより、加盟銀行が13行に拡大した。 UBSとクレディ・スイスの合併により、ウォルフスバーグ・グループのメンバーは12行となった：
- バンク・オブ・アメリカ
- バークレイズ
- シティグループ
- ドイツ銀行
- ゴールドマン・サックス
- HSBC
- J.P.モルガン・チェース
- MUFG
- サンタンデール
- ソシエテ ジェネラル
- スタンダード・チャータード
- UBS

## 提供している文章や質問票
2024年現在、ウォルフスバーグ・グループは、ウォルフスバーグ・スタンダードと呼ばれるものを含め、50以上の文章や質問票を提供している。
2000年10月に発行された最初の文書は、「プライベート・バンキングのためのウォルフスバーグ・マネーロンダリング防止原則」であり、2002年5月と2012年に再度改訂された。
2002年11月、同グループはウォルフスバーグ・コレスポンデント・バンキング原則を発表し、その中で、 リスク・ベースのアプローチ をAMLに導入し、金融機関がデュー・ディリジェンスの実施に有用な情報を提出するための国際的なレジストリを開発することを推奨した。 
2022年には、「コルレス・バンキング原則」と「金融犯罪におけるAI/ML利用原則」の更新版が発表された。 Accuityの一部であるBankers Almanacと協力した後、デューデリジェンス・リポジトリをサービスとは別のモジュールとして立ち上げ、サポートしている。
ウォルフスバーグ・グループは2003年9月に「ウォルフスバーグ・モニタリング・スクリーニング＆サーチ原則」、2006年3月に「ウォルフスバーグ・マネーロンダリングリスク管理原則」、2011年3月に「ウォルフスバーグ貿易金融原則」（2018年にBAFTおよびICCと共同で更新）、2011年10月に「ウォルフスバーグ・プリペイド＆ストアドバリューカードに関するガイダンス」、2012年に「ウォルフスバーグ・プライベートバンキング原則」、2014年に14ページの「ウォルフスバーグ・グループ・モバイル＆インターネット決済サービス（MIPS）ペーパー」を発表した。 2017年にはウォルフスバーグの支払透明性基準を発表し、2023年に更新した。 
2019年には、金融機関が制裁審査の有効性を評価するための制裁審査に関するガイダンスを公表し、金融犯罪との闘いの文脈における有効性とは何かに関する論文の公表を開始した。 2023年、当グループは、CBDDQ/FCCQ質問票とガイダンス、ABCガイダンス、支払透明性基準の更新版を公表した。 2024年、当グループはRMA、カントリー・リスク・ペーパーの更新版、及び有効性の監査に関する新しいペーパーを公表した。

## アウトリーチ
当グループは、非営利組織に関する協議（2023年8月）、勧告25に関するリスクベースのガイダンス（2023年12月）、R.16に関する協議（2024年4月）など、金融活動作業部会が発行する協議に定期的に貢献している。 
また、欧州銀行監督機構（EUのAML/CFT立法パッケージに関する協議（2022年10月）、デリスキングに関する協議（2023年2月）、金融機関およびクライポアセット・サービス・プロバイダーによるマネー・ロンダリングおよびテロ資金供与リスクの軽減に関する協議（2023年8月）、EBAトラベル・ルールに関する協議（2024年2月））、および英国財務省（英国の監督制度に関する協議（2023年10月）など）の協議にも対応している。

## 報道と批判
同グループは、ウェブサイトやリンクトインのページを通じて出版物を発表し、関心のある人はニュースレターに登録することができる。2023年以降、同グループは新しいウェブサイトを開設。
映画『潜入者』で、マネーロンダリング（資金洗浄）を調査していた元米国潜入捜査官DEA捜査官 は、ウォルフスバーグ・グループを「羊を守る狼[...]」と呼んだ。